# 井上信彦
井上 信彦（いのうえ のぶひこ）は、1950年代から60年代にかけて活動した日本の俳優。大映の大部屋俳優として数々の映画に出演。代表作は、主役を演じたテレビ映画『海底人8823』。

## 出演作品

### 映画
- 猫は知っていた（1958年）
- 別れたっていいじゃないか（1958年）
- 最高殊勲夫人（1959年）
- いつか来た道（1959年）
- 旅情（1959年）
- 犯罪6号地（1960年）
- 足にさわった女（1960年）
- 犯行現場（1960年）
- 東京の空の下で（1960年）
- 五人の突撃隊（1961年）
- お琴と佐助（1961年）
- 七人のあらくれ（1961年）
- 明日を呼ぶ港（1961年）
- 誘拐（1962年）

### テレビ
- 海底人8823（1960年、海底人8823）主演
- 東京警備指令 ザ・ガードマン

| スタブアイコン | サブスタブ | この項目は、まだ閲覧者の調べものの参照としては役立たない、俳優（男優・女優）に関連した書きかけの項目です。この項目を加筆・訂正などしてくださる協力者を求めています（P:映画/PJ芸能人）。 |